# Friedreichs
Friedreichs ist eine Ortschaft und eine Katastralgemeinde der Gemeinde Großschönau im Bezirk Gmünd in Niederösterreich. Die Ortschaft hat 90 Einwohner (Stand 1. Jänner 2024).

## Geografie
Das Dorf im Südwesten von Großschönau liegt am Maißbach, einem Nebenfluss der Zwettl. Im Ort zweigt von der Landesstraße L72 die L8308 ab. Am 1. April 2020 umfasste die Ortschaft 32 Adressen.

## Siedlungsentwicklung
Zum Jahreswechsel 1979/1980 befanden sich in der Katastralgemeinde Friedreichs insgesamt 33 Bauflächen mit 15.470 m² und 24 Gärten auf 10.934 m² und auch 1989/1990 waren es 33 Bauflächen. 1999/2000 war die Zahl der Bauflächen auf 106 angewachsen und 2009/2010 standen bereits 56 Gebäude auf 97 Bauflächen.

## Geschichte
Im Jahr 1822 wurde der Ort als Dorf mit 20 Häusern genannt, das nach Großschönau eingepfarrt war, wohin auch die Kinder eingeschult wurden. Die Herrschaft Zwettl besaß die Ortsobrigkeit, besorgte die Konskription und hatte die Grundherrschaft inne. Die Landgerichtsbarkeit wurde von der Herrschaft Weitra ausgeübt.
Laut Adressbuch von Österreich waren im Jahr 1938 in der Ortsgemeinde Friedreichs ein Gastwirt, ein Tischler, ein Viktualienhändler, ein Wagner und einige Landwirte ansässig. Bis zur Eingemeindung nach Großschönau am 1. Jänner 1970 bildete der Ort eine eigene Gemeinde, der auch Harmannstein, Schroffen und Wachtberg angehörten.

## Landwirtschaft
Die Katastralgemeinde ist landwirtschaftlich geprägt. 206 Hektar wurden zum Jahreswechsel 1979/1980 landwirtschaftlich genutzt und 128 Hektar waren forstwirtschaftlich geführte Waldflächen. 1999/2000 wurde auf 187 Hektar Landwirtschaft betrieben und 145 Hektar waren als forstwirtschaftlich genutzte Flächen ausgewiesen. Ende 2018 waren 182 Hektar als landwirtschaftliche Flächen genutzt und Forstwirtschaft wurde auf 145 Hektar betrieben. Die durchschnittliche Bodenklimazahl von Friedreichs beträgt 16,8 (Stand 2010).